# Thurn und Taxis

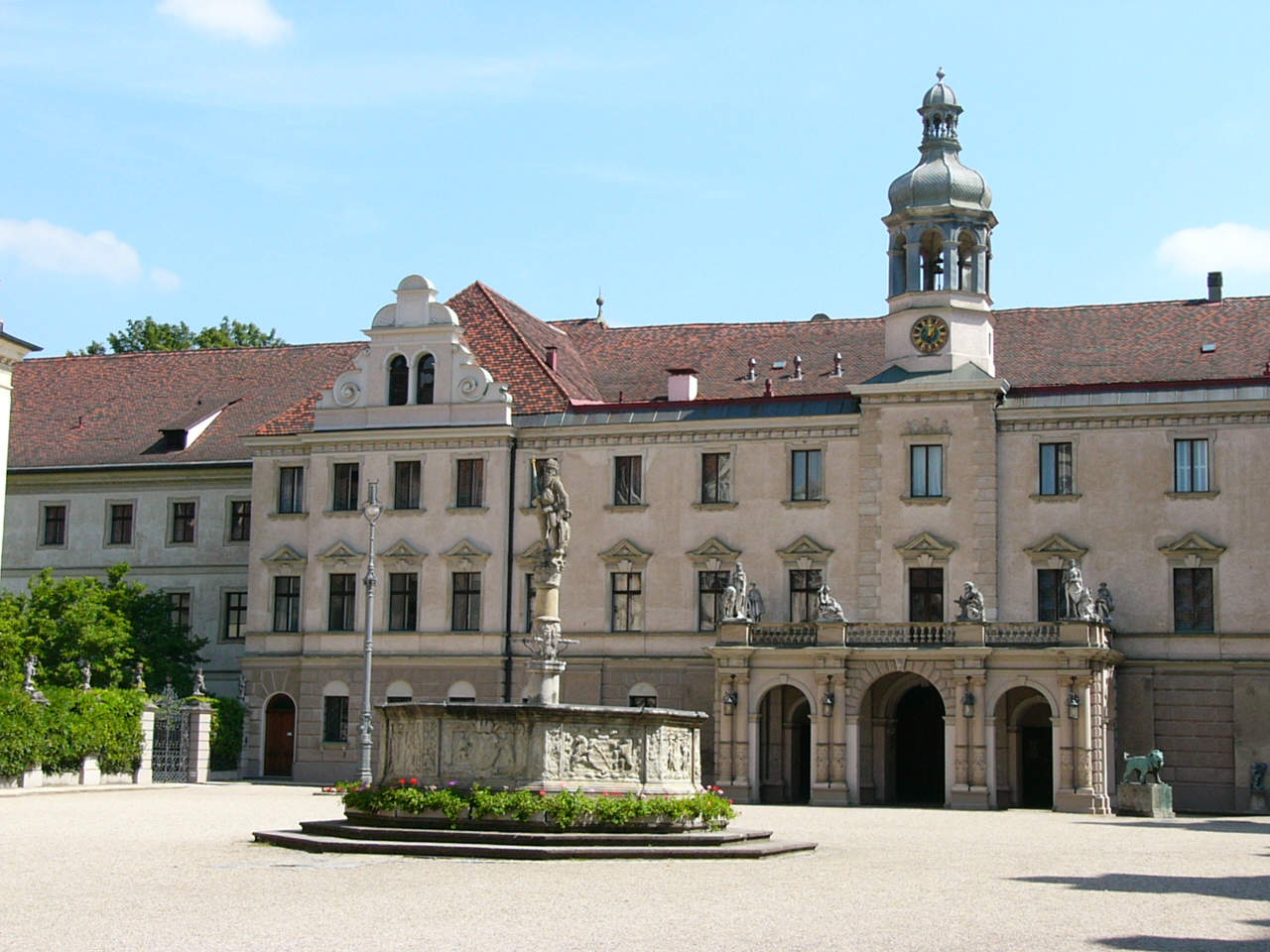
St. Emmeram

Thurn und Taxis är en furstefamilj i Regensburg i Tyskland och italienskt-tyskt kurirsällskap med anor från 1200-talet. Familjen är känd som skapare av det moderna postväsendet i Europa.

## Historia
Furstefamiljen Thurn und Taxis lade grunden till sin maktställning när man skapade det moderna postväsendet i Europa genom ett kurirsystem, inom den habsburgska maktsfären, med anor från 1200-talet och med monopol på stora delar av kontinentens postala verksamhet. Furstendömet mediatiserades 1806.
När den tyska staten tog över postverksamheten 1867 fick Thurn und Taxis stora markarealer i kompensation vilket skapade en av Europas största privata markägare. Man har också varit de enda jämte posten som haft rätten att ha postgula fordon i Tyskland. Efter första världskriget då Tyskland fick en ny författning, förlorade man sina adelsrättigheter och rätten för familjeöverhuvudet att kalla sig furste.
Familjens residens är sedan 1810 St. Emmeram i Regensburg, ett tidigare kloster som familjen lät bygga om till slott. I Regensburg har Thurn und Taxis under lång tid haft en dominerande ställning där man ägt stora delar av stadens tomter och byggnader samt bryggeriet. Thurn-und-Taxis-Pils såldes 1996 till Paulaner, men sedan 2005 brygger man åter öl.
Albert II  (Albert von Thurn und Taxis) är sedan 2003 familjens överhuvud. Efter hans fars död 1990 var hans mor, Gloria von Thurn und Taxis ("Fürstin Gloria") familjens överhuvud fram tills han blev myndig. Familjeöverhuvudet Albert II listades av Forbes som världens yngste miljardär 2007.
Den på svenska riddarhuset under namnet von Thurn introducerade ätten var av annat ursprung.